# 吕施托夫
吕施托夫是奥地利上奥地利州弗克拉布鲁克县的一个市镇。总面积14平方公里，总人口1952人，人口密度139.4人/平方公里（2005年）。